# Ордер на арест Биньямина Нетаньяху и Йоава Галанта

Государства — участники МУС
Государства, подписавшие, но не ратифицировавшие Римский статут
Государства, подписавшие, но впоследствии отозвавшие подпись
Бывшие государства — участники МУС
Государства, не подписавшие и не присоединившиеся к Римскому статуту

20 мая 2024 года генеральный прокурор Международного уголовного суда (МУС) в Гааге Карим Хан запросил у МУС выдачу ордера на арест премьер-министра Израиля Биньямина Нетаньяху, министра обороны Израиля Йоава Галанта и трёх лидеров палестинской исламистской вооружённой организации ХАМАС: Яхьи Синвара, Мухаммада Дейфа и Исмаила Хании.
21 ноября 2024 года МУС выдал ордер на арест действующего премьера Израиля Биньямина Нетанияху и бывшего министра обороны Йоава Галанта, который был отправлен в отставку 5 ноября 2024 года. Ордер был также выдан на главнокомандующего военным крылом ХАМАС Мухаммада Дейфа, при этом Дейф, по сообщениям израильской армии, был убит в ходе израильского авиаудара в июле  2024 года. 
CNN отмечало, что МУС впервые начал процесс преследования лидера государства — близкого союзника США. Новость об ордере на арест израильского премьер-министра вызвала полярные оценки в мире: одни комментаторы обвинили МУС в «антисемитизме», «поддержке терроризма», «уравнивании демократического государства с террористической группировкой» и «государством-агрессором Россией», однако другие обозреватели поддержали «смелое решение» Международного уговного суда в расследовании преступлений  «вне зависимости от того, кто их совершил».
В 2024 году Биньямин Нетаньяху наряду с российским президентом Владимиром Путиным оказались единственными действующими лидерами государств, которых разыскивал Международный уголовный суд. Ранее  помимо Путина и Нетаньяху МУС выдавал ордер на арест только на двух действующих глав государств: на президента Судана Омара Аль-Башира в 2009 году и на  лидера Ливии  Муаммара Каддафи в 2011 году.

## Предыстория
7 октября 2023 года ХАМАС осуществил  вторжение в Израиль, в результате которого были убиты более 1000 человек, еще более 200 человек были захвачены  ХАМАС в качестве заложников. В ответ Израиль начинает военную операцию в Газе, в результате которой, по данным властей Газы, подконтрольных ХАМАС, погибло более 40 тысяч человек. Многие государства обвинили Израиль в военных преступлениях и геноциде. 
Израиль не признаёт юрисдикцию Международного уголовного суда, однако Государство Палестина является членом МУС, ратифицировав в 2015 году Римский статут. Судьи МУС сочли, что их юрисдикция распространяется на сектор Газа и Западный берег реки Иордан.

## Суть обвинений МУС
Генеральный прокурор МУС Карим Хан обвинил лидеров ХАМАС в том, что те несут ответственность за военные преступления и преступления против человечности — убийства, захват заложников, акты сексуального насилия, пытки, которые были совершены боевиками ХАМАС во время вторжения в Израиль 7 октября 2023 года. Карим Хан подчеркнул, что эти преступления были частью широкомасштабных и систематических нападений на гражданское население Израиля со стороны ХАМАС и других палестинских вооруженных группировок.
Премьер-министра Израиля Биньямина Нетаньяху и израильского министра обороны Йоава Галанта генеральный прокурор МУС обвинил в военных преступлениях и преступлениях против человечности, совершенных на палестинских территориях силами Израиля в ходе войны с ХАМАС, начавшейся после октябрьского нападения группировки ХАМАС на Израиль. Среди военных преступлений, в которых Хан обвинил руководство Израиля, были использование голода среди гражданского населения в качестве метода ведения войны и умышленное нападение на гражданское население.

## Запрос ордера на арест лидеров Израиля и ХАМАС
В середине апреля 2024 года в СМИ появилась информация о подготовке Международным уголовным судом ордеров на арест руководства Израиля, включая Биньямина Нетаниягу. Так, 29 апреля 2024 года прокуроры МУС допросили сотрудников двух крупнейших больниц в секторе Газа — госпиталя Аль-Шифа и госпиталя Насер. Тогда один из собеседников Reuters сообщил, что эти показания могут стать частью расследования МУС действий Израиля в Газе. Подготовка ордеров на арест вызвала серьезную обеспокоенность у руководства Израиля. 
20 мая 2024 года генеральный прокурор Международного уголовного суда (МУС) в Гааге Карим Хан запросил у МУС выдачу ордера на арест премьер-министра Израиля Биньямина Нетаньяху, министра обороны Израиля Йоава Галанта и трёх лидеров палестинской исламистской вооружённой организации ХАМАС: Яхьи Синвара, Мухаммада Дейфа и Исмаила Хании. 
В конце июня 2024 года МУС отложил решение по запросу генерального прокурора Карима Хана о выдаче ордеров на арест Нетаньяху и Галанта по причине поданного Великобританией заявления amicus curiae («друг суда») о представлении замечаний относительно юрисдикции МУС по поводу Израиля, однако после смены правительства Великобритании это заявление было отозвано. 
6 августа Карим Хан сообщил о прекращении действий по выдаче ордеров на арест главы политбюро ХАМАСа Исмаила Хании и руководителя боевого крыла группировки Мухаммада Дейфа в связи с их смертью.
В сентябре власти Израиля обжаловали запрос на выдачу ордеров на арест Нетаньяху и Галанта, а также оспорили юрисдикцию МУС по этому делу.

### Международная реакция
Новость о намерении Хана получить ордер на аресты лидеров Израиля и ХАМАС вызвала широкий резонанс в мире. Многие лидеры стран Запада были возмущены действиями генпрокурора МУС; предложение выдачи ордера на арест руководства Израиля осудили США, Великобритания, Чехия, Италия, Германия. Однако ряд других государств, включая Францию, Бельгию и Ирландию, выступили с защитой прокурора МУС.
Власти Израиля резко раскритиковали обвинения от МУС. Нетаньяху заявил, что генпрокурор МУС «подрывает право любой демократии на самозащиту от террористических организаций и агрессоров», а также обвинил Хана в антисемитизме. При этом Нетаньяху заявил, что это не помешает Израилю уничтожить ХАМАС. МИД Израиля назвал случившееся «историческим позором, какой будут помнить до скончания веков».
С осуждением инициативы прокурора МУС выступили и в ХАМАС, где заявили, что группировка «решительно осуждает попытки прокурора Международного уголовного суда приравнять жертву к палачу, выдав ордера на арест ряда лидеров палестинского сопротивления».
9 января 2025 года Палата представителей США поддержала законопроект о санкциях в отношении МУС за попытки содействовать «расследованию, аресту, задержанию или судебному преследованию любого лица, находящегося под защитой Соединённых Штатов и их союзников». Санкции предусматривают отказ в выдаче виз и запрет на деловые контакты.

## Сравнение с ордером на арест Путина
В 2023 году МУС выдал ордер на арест российского президента Владимира Путина по подозрению в массовой депортации украинских детей с оккупированных Россией территорий в ходе российского вторжения в Украину. Многие союзники Израиля среди западных государств, включая США, открыто поддержали ордер на арест Путина. Хотя США не присоединились к МУС, однако госсекретарь США Энтони Блинкен призывал  всех подписантов статута МУС исполнить ордер на арест Путина. Ордер на арест усложнил перемещение российского президента по миру. 
Однако США резко осудили ордера на арест израильских политиков Биньямина Нетаньяху и Йоава Галанта, начав оказывать давление на МУС. Противодействия США действиям МУС в отношении Израиля подняло вопрос двойных стандартов американской политики, так как ордер на арест Путина опирался на ту же юридическую основу, что и ордеры на арест Биньямина Нетаньяху и Йоава Галанта. 
В свою очередь ЮАР, которая подала иск против Израиля о возможном геноциде в секторе Газа, призвала «все государства-участники действовать в соответствии со своими обязательствами по Римскому статуту» в отношении израильских политиков. Однако в июле 2023 года ЮАР фактически отказалась арестовать Путина в случае его приезда  на саммит БРИКС в  Йоханнесбурге, заявляя что такой  шаг привел бы к серьезному конфликту между ЮАР и Россией; в конечном счете визит Путина в ЮАР не состоялся.

## Санкции США в отношении МУС
6 февраля 2025 года президент США Дональд Трамп подписал указ о введении санкций против МУС, обвинив его в «незаконном преследовании США и ближайших союзников». В документе говорится, что «МУС злоупотребил своими полномочиями, выдав необоснованные ордера на арест премьер-министра Израиля Биньямина Нетаньяху и бывшего министра обороны Йоава Галанта». Всё имущество должностных лиц МУС на территории США подлежит блокировке, им и членам их семей запрещается въезд в США. Документом также наложен запрет на любые пожертвования МУС. В том числе, Минфином США были введены санкции против генерального прокурора МУС Карима Хана. По данным Reuters, МУС заблаговременно принял меры для защиты своих сотрудников от возможных санкций США, выплатив им зарплаты на три месяца вперёд. Около 2/3 стран, входящих в МУС, выразили ему свою поддержку.
5 июня 2025 года США были также наложены санкции на четверых судей МУС, напрямую участвовавших, согласно заявлению госсекретаря США Марко Рубио, «в усилиях МУС по расследованию, аресту, задержанию или судебному преследованию граждан Соединённых Штатов или Израиля».

## Последствия
3 апреля 2025 года Венгрия, один из основных европейских союзников Израиля, объявила о своём выходе из МУС и приняла у себя премьер-министра Нетаньяху. Это был первый визит израильского политика в Европу с момента выпуска ордера на его арест.